# 富山県民会館
富山県民会館（とやまけんみんかいかん）は、富山県富山市新総曲輪にある県立の会館である。

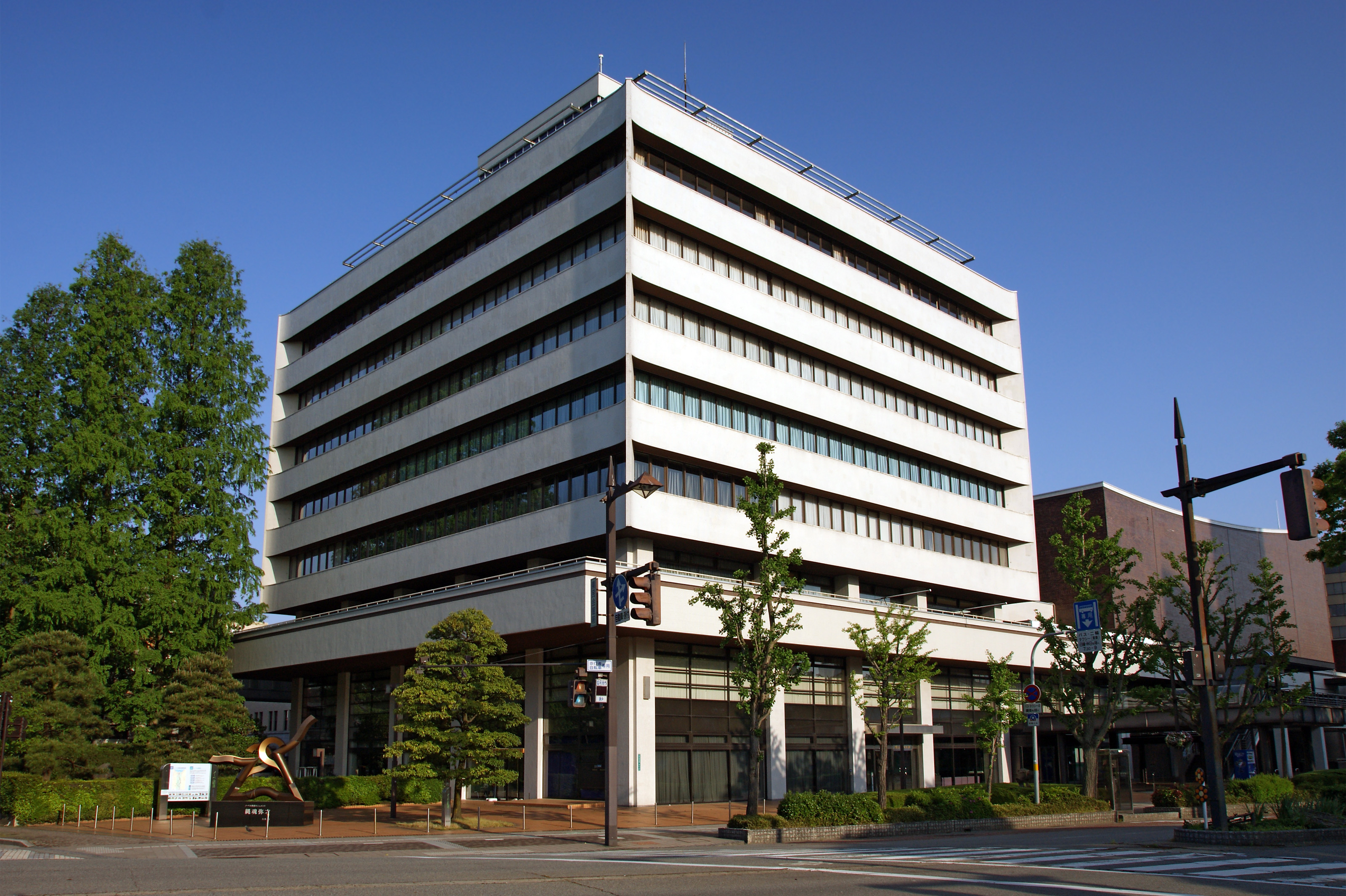
外観

## 施設概要
本会館は富山県民の文化の向上と地域経済の発展に寄与するために設置されたものであって、本館及び分館によって構成されている。富山県文化振興財団が指定管理者となっている。
本館は地下1階、地上8階、塔屋3階の白タイルで外装した本館と2階の濃褐色の外装をしたホール棟によって構成されており。、展示室、美術室、会議室、茶室、邦舞室及び事務室等の設備を備える。ホールは優良ホール100選に選ばれている。また、1階にはダイニング・ショップであるD&DEPARTMENT TOYAMA、8階にはレストラン清風が入居している。
分館には「内山邸」と「金岡邸」の2館を有する。内山邸はかつて越中の豪農であった内山家の旧邸宅であり、金岡邸は薬種商を営み富山県経済の発展に寄与した金岡家の旧邸宅であって、いずれも1998年（平成10年）7月23日に国の登録有形文化財に登録された。

## 沿革
富山県民会館は、1964年（昭和39年）8月2日に「産業と文化の殿堂」と銘打って開館した。総工費は10億2300万円であり（うち富山市は1億5,000万円を負担）、地下1階、地上8階の本館と1600席を備える大ホールから成り、延床面積は1万313.6m2に及んだ。地階と1階及び2階に合計3194.4平方メートルに及ぶ展示室を設けたのは、当時において全国初の試みであるといわれ、この他に美術館、博物館、教養室、茶室、舞台付き和室及び料理室等の設備を備えた。
開業当初の利用状況は低調であったが、富山市の都市計画より成る大通りに面し、且つ富山駅より近いということが関係して年と共に漸次利用者は増加していった。大展示室においては公的展覧会や企業の展示会が挙行され、それまで富山市商工奨励館等において行われていた県展も、1965年（昭和40年）6月12日に初めて県民会館において開催された。また、大ホールにおいては各種音楽界や演劇等の催し物が行われ、県民会館が主催した料理、茶道、華道、手芸、英会話及び音楽等の各種教室は、常に満員になるほどの盛況ぶりであった。こうしたことから『富山県史』においては「この建物ができたため、県民が文化的催しに接する機会が多くなった」、『富山市史』においては「県民会館が県文化の向上に果たした役割は大きい」と評価している。
1985年（昭和60年）6月1日に富山県民会館は大規模な改装工事を終え、第40回県展を記念行事として改装開館した。この改装は県民会館が消防法の基準に合わなくなっていたことを契機として総事業費15億4000万円を以て行われたもので、国際化・情報化社会に対応することを目途として、国際会議が可能な同時通訳設備を有する特別会議室や大型スクリーンを備えたビデオプロジェクターを設備し、併せてホールや練習室等が増築された。
2014年（平成26年）3月1日からは耐震改修工事のため一時的に休館することとなった。この改修工事は耐震強度不足や設備の老朽化への対応に加え、利用者から狭隘であり使い勝手が悪いなどと苦情が上がっていたために行われることとなったもので、2015年（平成27年）3月13日に完了し記念式典を挙行した。この改装においてはエスカレーターが新設され、外壁がタイルから維持管理が行いやすいパネルに変更され、ホールの客席はゆったりとしたものに更新された。また、同年3月14日にはD&DEPARTMENT TOYAMAが開店した。この店はナガオカケンメイが運営するセレクトストアであるD&DEPARTMENTの国内10番目の店舗であって、富山県産の食材を用いた料理等を供するほか、伝統工芸品や生活用品等を販売している。

### 年表
- 1964年（昭和39年）8月2日 - 1500人の関係者を招待し落成式を挙行し、開館する[10][22]。
- 1969年（昭和44年）5月27日 - 昭和天皇並びに香淳皇后が「富山県の産業と文化展」を天覧する[23]。
- 1977年（昭和52年）8月 - 内山邸が富山県に寄附される[24]。
- 1978年（昭和53年）10月1日 - 内山邸が富山県民会館分館として開館する[25]。
- 1981年（昭和56年）9月 - 金岡邸が富山県に寄附される[26]。
- 1982年（昭和57年）11月1日 - 金岡邸が富山県民会館分館として開館する[27]。
- 1985年（昭和60年）6月1日 - 大規模改装を完了し、第40回県展を記念行事として開館する[15]。
- 1998年（平成10年）7月23日 - 金岡邸及び内山邸が登録有形文化財に登録される[8][9]。
- 2006年（平成18年）3月29日 - 富山県が地方自治法（昭和22年法律第67号）第244条の2第3項の規定に基づき富山県文化振興財団を指定管理者とする旨、告示する[2]。
- 2014年（平成26年）3月1日 - 同日より耐震改修工事のため休館する[17][18]。
- 2015年（平成27年）
  - 3月13日 - 改装開館し記念式典を挙行する[19]。
  - 3月14日 - D&DEPARTMENT TOYAMAが開店する[19]。

## 利用案内
- 休館日
  - 本館　12月29日から翌年の1月3日までの日[28]
  - 分館　火曜日及び12月29日から翌年の1月3日までの日[6][7]
- 開館時間
  - 本館　午前9時から午後10時まで（駐車場にあっては、午前8時から午後10時30分まで）[28][29]
  - 分館　午前9時30分から午後5時まで[6][7]
- 使用料金
  - 富山県民会館条例別表第1、別表第2で定められた額[1]